# Louis-Dominique de Bailleul
 (mars 2016).
Si vous disposez d'ouvrages ou d'articles de référence ou si vous connaissez des sites web de qualité traitant du thème abordé ici, merci de compléter l'article en donnant les références utiles à sa vérifiabilité et en les liant à la section « Notes et références ».
Louis-Dominique de Bailleul, né en 1622 et mort d’apoplexie le 11 juillet 1701 à l'abbaye Saint-Victor), est également comme son père Nicolas de Bailleul, président à mortier du parlement de Paris, charge transmise de père en fils jusqu'en 1718 ou 1719, date à laquelle elle fut revendue par Nicolas Louis (II) de Bailleul, alors âgé d'une quarantaine d'années.

## Famille et mariage
Fils de Nicolas de Bailleul et d'Elisabeth Marie Mallier, Louis-Dominique est l'aîné d'une famille de 4 enfants. Si son père est conseiller au parlement de Paris, ambassadeur de Savoie ainsi que président à Mortier, sa mère est la fille de Claude Mallier : trésorier de France à Orléans ainsi que secrétaire du Roi.
Le 29 Avril 1647, Louis-Dominique de Bailleul épouse Marie le Ragois (fille de Claude le Regois, receveur des finances de Limoges ainsi que conseiller d’Etat). De cet union naît :
- Louise-Marie de Bailleul
- Nicolas Louis Ier de Bailleul (Conseiller au parlement)
- Claude Alexis de Bailleul (Colonel du régiment d'infanterie d'Orléans)
- Bénigne de Bailleul
- Marthe Clémence de Bailleul
- Madeleine Louise de Bailleul
- Angélique Cécile de Bailleul

## Fin de vie
Après s'être auto-destitué de sa fonction de Président du Parlement au profit de son fils, en 1689, il se retire à l'Abbaye de Saint-Victor et y meurt le 4 Juillet 1701, alors âgé de 79 ans. 
Louis-Dominique est inhumé à l'Abbaye de Saint-Victor le 11 Juillet 1701.